# X (album Def Leppard)
X – ósmy album studyjny brytyjskiego zespołu Def Leppard, wydany w roku 2002. Brzmieniowo płyta odchodziła od hard rocka w stronę muzyki pop i nie spotkała się z sukcesem.

## Lista utworów
1. Now (Marti Frederiksen, Phil Collen, Joe Elliott, Vivian Campbell, Rick Savage, Rick Allen) – 3:58
2. Unbelievable (Per Aldeheim, Andreas Carlsson, Max Martin) – 3:58
3. You're So Beautiful (Frederiksen, Collen, Elliott, Campbell, Savage, Allen) – 3:31
4. Everyday (Frederiksen, Collen, Elliott, Campbell, Savage, Allen) – 3:08
5. Long, Long Way to Go (Wayne Hector, Steve Robson) – 4:38
6. Four Letter Word (Collen, Elliott, Campbell, Savage, Allen) – 3:07
7. Torn to Shreds (Collen, Savage, Elliott, Campbell, Allen) – 2:56
8. Love Don't Lie (Elliott, Collen, Campbell, Savage, Allen) – 4:46
9. Gravity (Collen, Elliott, Pete Woodroffe, Campbell, Savage, Allen) – 2:33
10. Cry (Collen, Elliott, Campbell, Savage, Allen) – 3:17
11. Girl Like You (Campbell, Collen, Elliott, Savage, Allen) – 2:49
12. Let Me Be the One (Elliott, Campbell, Collen, Savage, Allen) – 3:29
13. Scar (Collen, Elliott, Campbell, Savage, Woodroffe, Allen) – 4:59

## Twórcy
- Joe Elliott – wokal
- Rick Savage – gitara basowa, gitara akustyczna
- Phil Collen – gitara akustyczna
- Vivian Campbell – gitara akustyczna
- Rick Allen – perkusja

## Notowania
| Kraj              | Pozycja |
| ----------------- | ------- |
| Wielka Brytania   | 14      |
| Australia         | 49      |
| Niemcy            | 10      |
| Norwegia          | 19      |
| Stany Zjednoczone | 11      |
| Szwecja           | 15      |